# Leopold Kronecker
Leopold Kronecker (Liegnitz, Prusia; actual Legnica en Polonia, 7 de diciembre de 1823-Berlín, Alemania, 29 de diciembre de 1891) fue un matemático alemán.

## Biografía
Hijo de un comerciante judío, Kronecker se convertiría al cristianismo un año antes de su muerte.
En 1845 se doctoró en la Universidad de Berlín y en ese año escribió su disertación sobre teoría de números, dando una formulación especial a las unidades en ciertos campos numéricos algebraicos. Su tutor fue Peter Gustav Dirichlet.
Matemático y lógico, Kronecker defendía que la aritmética y el análisis deben estar fundados en los números enteros prescindiendo de los irracionales e imaginarios. Fue autor de una frase muy conocida entre los matemáticos: "Dios hizo los números enteros; el resto es obra del hombre" (Bell 1986, p.477). Esto puso a Kronecker en contra de varias de las extensiones matemáticas de Georg Cantor. Kronecker fue discípulo y amigo de Ernst Kummer.
Tras obtener su título, Kronecker se dedicó a gestionar las propiedades y negocios de su tío, sin producir nada en matemáticas durante ocho años. En su memoria de 1853 sobre la resolución algebraica de ecuaciones, Kronecker extendió el trabajo de Évariste Galois sobre la teoría de ecuaciones. Aceptó una plaza de profesor en la Universidad de Berlín en 1883.
También contribuyó al concepto de continuidad, reconstruyendo la forma de los números irracionales en los números reales. En el análisis, Kronecker rechazó la formulación de su colega Karl Weierstrass de una función continua que no admite derivada en ninguno de sus puntos. En su artículo de 1850, Sobre la solución de la ecuación general de quinto grado, Kronecker resolvió la ecuación quíntica usando teoría de grupos.
El finitismo de Kronecker lo convirtió en un precursor del intuicionismo en los fundamentos de la matemática.

## Eponimia
- La delta de Kronecker y el producto de Kronecker le deben su nombre, al igual que el teorema de Kronecker-Weber, el teorema de Kronecker en teoría de números y el lema de Kronecker.